# WASP-1 b
WASP-1 b o b è un esopianeta orbitante attorno alla sua stella madre WASP-1, distante più di 1.000 anni luce dalla Terra, sita nella costellazione di Andromeda. La massa e il suo raggio indicano chiaramente che si tratta di un gigante gassoso simile nella composizione a Giove, diversamente da questo, ma similmente a molti esopianeti, orbita molto vicino alla sua stella e questo causa un forte riscaldamento di WASP-1b. Gli scopritori, come ringraziamento per il supporto ricevuto dall'Osservatorio del Roque de los Muchachos, hanno ribattezzano in via non ufficiale il pianeta come Garafia-1.

## Parametri orbitali e Massa
La massa e il raggio del pianeta indicano che si tratti di un gigante gassoso con un composizione che ricorda quella gioviana. A differenza di Giove tuttavia, e analogamente ad altri esopianeti, WASP-1b si trova molto vicino alla sua stella e quindi appartiene alla classe di pianeti gioviani caldi
| WASP-1 b | Giove |
| -------- | ----- |
|          |       |